# おどる亀ヤプシ
『おどる亀ヤプシ』（おどるかめヤプシ）は、日本のロックバンドであるUNICORNの初のミニアルバム。
1990年11月1日にCBS・ソニーから完全限定生産盤としてリリースされた。3か月連続アルバムリリースの第2弾として前作『ケダモノの嵐』（1990年）から1か月後のリリースとなった。作詞・作曲は西川幸一以外の全員が担当し、前作に引き続きバンドによるセルフ・プロデュースとなっている。
自作曲を外部のアレンジャーに委託するというコンセプトで制作が行われ、、民族音楽やボサノヴァなどの従来の同バンドの音楽性とは一線を画す内容となっている他、「母と子のためのアルバム」として企画されたことにより、絵本を意識した装丁になっていることなどが特徴となっている。
本作からは1曲もシングルカットされていないが、4枚目のシングル「命果てるまで」のカップリング曲であった「PTA〜光のネットワーク〜」がアルバム・バージョンとして収録されている。本作はオリコンアルバムチャートにおいて最高位第2位となり、売り上げ枚数は20万枚を超えたため日本レコード協会からゴールド認定を受けている。批評家たちからは、実験的な側面が強いことや従来の音楽性と異なる「変な曲」が多いことが指摘された。

## 録音、制作
本作のレコーディングは日本国内にあるサウンド・イン・スタジオおよびテイク・ワン・スタジオで行われた他、ニューヨークにあるエレクトリック・レディ・スタジオでも行われ、同バンドとしては初の日本国外レコーディングとなった。前作のトラックダウンを目的として同地を訪れたメンバーは、国外でトラックダウンを行った理由について、手島いさむは「知らないことを知るのは、なんにしても有益だと思います」、阿部義晴は「ミュージシャンとしての自然なながれ。勉強」、堀内一史は「いろいろなスタッフとやってみたかった」、奥田は「ジョーという外人がえらいのと、買物ができる」、西川は「おどる亀ヤプシは外人かと思ったので」とそれぞれ理由を述べている。
本作の制作に至った経緯は、CSAによるアンケート調査の結果、UNICORNは子供からの知名度がないことが発覚し、「母と子のためのアルバム」として制作されることとなった。西川は「子供にウケればあと10年は食えるんじゃないかと」、阿部は「子供を洗脳すればお母さんも聴くようになるし」、奥田は「子供というのは一番、最初に見たものを母親だと思いますからね。となれば最初に聴いたロックがユニコーンになればねぇ」とそれぞれ述べている。
本作は企画ものであり限定盤であることから「曲は自分達で作り、アレンジを外部に委託する」というコンセプトのもと制作された。歌詞は子供をイメージしたものが収録されており、堀内は自身が制作した「初恋」の主人公は小学生であり本作がコンセプト・アルバムであると発言している。西川は本作に関して「世の母と子に贈る問題作」と述べ、奥田は「まあ、2分でごはんを作っちゃいかんということです」と述べている。

## 音楽性とアルバムタイトル
本作のタイトルに「亀」が使用されている由来は、ディレクターである河合誠一マイケルの知り合いの子供がかるた制作をしていた際に、「れ」の絵札を「レッツゴー亀の行列」としたことがあり、「レッツゴー」の部分はすでにJUN SKY WALKER(S)がアルバム『Let'Go Hibari-hills』（1990年）として使用していたころから、「亀」の部分を使用することとなった。「ヤプシ」とは亀の名称で、奥田は「ヤプシ」の彼女として「ズリチ」がおり、2匹とも同じプルフー亀の一種であると述べている。しかし後に奥田はこの発言を見返した際に「なーにを言ってるんじゃ、オレは。むちゃくちゃ」と述べ否定している。なお、「ヤプシ」とは西川の口癖から取ったもので、シングル「働く男」（1990年）においても「ヤプシッ!」という声が収録されている。「PTA〜光のネットワーク〜」がパロディであることに関して西川は、「パロディが出来るっていうのは素晴らしいことですよ。オレらのは出来ないでしょう。オレらにはないものですよ。やはり、ないものにあこがれるってことがあるじゃないですか」と述べている。
音楽誌『別冊宝島724 音楽誌が書かないJポップ批評22 ユニコーン&奥田民生の摩訶不思議』において音楽評論家の安田謙一は、本作が「子供向けというコンセプトでまとめられたアルバム」であると指摘した上で、ほぼ全ての制作を自身たちで手掛けた前作とは対照的であり、個性派の編曲家の参加によって「限りなく“非ロック”なロック・アルバム」として完成させたと述べ、その結果西川がほぼすべての曲でドラムを叩いていないことを指摘している。安田はそれぞれの楽曲に関して、「初恋」はマニピュレーターである坂元俊介が手掛けた6/8拍子のトラックによって「どこのものか分からない民族音楽になった」と指摘、「ママと寝る人」は長谷川智樹の編曲によって「スパイ映画のサントラ風ジャズ」になっていると指摘、「12才」はあがた森魚、矢野顕子、喜納昌吉などの音楽に貢献した矢野誠が参加していることを指摘、「ボサノバ父さん」は奥田が中山忍に提供した曲のセルフカバーであると指摘、「PTA〜光のネットワーク〜」は奥田と阿部が制作した別々の2曲をアレンジャーの小西康陽がオーケストラル・ヒットで繋ぎ合わせたTM NETWORKとジャニーズアイドルのパロディソングであると指摘、「俺の走り」は「“こういう時”には欠かせない仙波清彦の編曲」であると指摘した上で、「とてもカラフルでエスノなアルバム」であると総括した。同誌にてライターの川口瑞夫は、「マニアックな音楽性をB級ギャグでわかりやすくする」というUNICORNの特質が凝縮された作品であると述べた他、奥田がミュージック・ビデオ『THE VERY RUST OF UNICORN VIDEO Vol.1』（1994年）の中で本作が名作であると述べていることを紹介している。

## 楽曲
1. 「初恋」
仮タイトルは「EBIのアフリカ」[9]。音楽誌『別冊宝島724 音楽誌が書かないJポップ批評22 ユニコーン&奥田民生の摩訶不思議』においてライターの川口瑞夫は、過去作で断片的に見えていた堀内のワールドミュージック趣味が全面的に展開された曲であると指摘し、「名曲ではないかもしれないが、EBIの歌いっぷりなど、聞き込むにつれて味が出てくる」と述べている[9]。
2. 「ママと寝る人」
音楽誌『別冊宝島724 音楽誌が書かないJポップ批評22 ユニコーン&奥田民生の摩訶不思議』においてライターの榊ひろとは、本曲を「ビッグバンドをバックに従えた昔のスパイ映画を思い出させるブルージーな4ビートジャズ」であると述べた他、「中間部の変拍子風の展開や自身で弾いた北欧風ギターソロなど阿部らしい変な曲」であるとも述べている[9]。
3. 「12才」
音楽誌『別冊宝島724 音楽誌が書かないJポップ批評22 ユニコーン&奥田民生の摩訶不思議』においてライターの石井恒は、本曲を「チンドン風楽隊によるレトロな3拍子の曲」であると指摘し、「中学受験を目指す小学生の辛さを嘆いているような詞と切ないメロディを、民生が苦しそうな高音ヴォーカルで悲痛に歌う」と述べている[9]。
4. 「ボサノバ父さん」
奥田が中山忍に提供したシングル曲「光のオペラ」のBメロ部とサビ部、歌詞とアレンジを変えたもの。音楽誌『別冊宝島724 音楽誌が書かないJポップ批評22 ユニコーン&奥田民生の摩訶不思議』においてライターの内田和世は、本曲を「人生の一幕のドラマが簡単かつ鮮やかに描かれていたりする」と指摘し、「そのさりげなさに奥田民生という人の才能を改めて感じたりする」と述べている[9]。
5. 「PTA〜光のネットワーク〜」
当時の光GENJIとTM NETWORKをパロディ化したサウンドになっており[9]、特にAメロは「Self Control (方舟に曳かれて)」（1987年）、Bメロは「Get Wild」（1987年）と酷似しているほか、奥田は宇都宮隆のモノマネで歌っている。音楽誌『別冊宝島724 音楽誌が書かないJポップ批評22 ユニコーン&奥田民生の摩訶不思議』においてライターの市川誠は、「全編ベタなシーケンサーが鳴り響く」「本当に宇都宮隆が歌っているのかと錯覚してしまうほどそっくり」と述べている[9]。イントロの先生と生徒の掛け合いはメンバーではなく、マネージャーによるもの。打ち込み主体の曲であるため、1993年にバンドが解散するまでライブで披露されることはなかったが、2009年の再結成時にホームページ上で行われた人気投票で上位にランクインしたことと、「別にカラオケでもいいじゃないか」というメンバーの姿勢の緩和により、ツアー「蘇える勤労」で初披露された。その際に冒頭の掛け合いはEBI（生徒）と西川（先生）が担当し、途中この二人のラップパートも追加された。
本作の中では唯一ベスト・アルバム等に再収録されている[注釈 2]。小西が「作曲」したのは各パートのジョイントである「ジャン」というオーケストラル・ヒットの音のみである[10]。
6. 「俺の走り」
和楽器パーカッショニスト仙波清彦の、はにわ隊による和打楽器アレンジ曲。途中の女声ボーカルは、ウズマキマズウの小川美潮。UNICORNメンバーは、はにわオールスターズにも参加した。音楽誌『別冊宝島724 音楽誌が書かないJポップ批評22 ユニコーン&奥田民生の摩訶不思議』において川口は、本作収録曲の中でも究極と言えるのが本曲であると述べ、「アンクルンという竹製の音階打楽器をフィーチャーしたインドネシア系エスノポップもどき」であると指摘し、アレンジを担当した仙波との出会いが奥田および阿部にとって刺激的であったことから、後のアルバム『ヒゲとボイン』（1991年）や仙波のライブ・アルバムへの参加など交流が続いたことを紹介している[9]。

## リリース、チャート成績
本作は1990年11月1日にCBS・ソニーからCDにてリリースされた。完全生産限定盤として装丁はサイン帳サイズで絵本付の特製パッケージ仕様となっており、子供がターゲットであったため飛び出す絵本仕様になっている。本作はオリコンアルバムチャートにおいて、最高位第2位の登場回数7回で売り上げ枚数は22.5万枚となった。この売り上げ枚数はUNICORNのアルバム売上ランキングにおいて第8位となっている。2022年および2023年に実施されたねとらぼ調査隊によるUNICORNのアルバム人気ランキングではともに第13位となった。
UNICORN解散後となる1995年12月13日には、ソニー・ミュージックレコーズから「ユニコーンの逆転満塁ホームランプライスシリーズ」として次作『ハヴァナイスデー』（1990年）との合作となった廉価版がリリースされた。また、2007年12月19日にはエスエムイーレコーズから紙ジャケット仕様CDとして再リリースされた。さらに2012年12月5日には9枚組CD+DVDのボックス・セット『UNICORN SME ERA - remasterd BOX』においてデジタル・リマスタリング盤が収録され、2017年12月6日にはデビュー30周年を記念して、ABEDONがリマスタリングを担当した工具箱風ボックス入りの15枚組CD-BOX『UC30 若返る勤労』に収録されて再リリースされた。

## 批評
| 専門評論家によるレビュー             | 専門評論家によるレビュー |
| レビュー・スコア                     | レビュー・スコア         |
| 出典                                 | 評価                     |
| ------------------------------------ | ------------------------ |
| CDジャーナル                         | 肯定的                   |
| 音楽誌が書かないJポップ批評22        | 否定的                   |
| 別冊カドカワ 総力特集ユニコーン 2009 | 肯定的                   |

本作の音楽性および歌詞に対する批評家たちからの反応は賛否両論となっており、音楽情報サイト『CDジャーナル』では本作が「母と子のユニコーン」をテーマとしたCD絵本であることを指摘した上で、「曲ごとにアレンジャーを変えた実験作品集」であると位置付け、「PTA〜光のネットワーク〜」に関して「『教育問題と人間の本質』をエグる」と述べ称賛した。また「人気絶頂期の勢いでやりたい放題の超実験作となった」とも述べている。音楽誌『別冊宝島724 音楽誌が書かないJポップ批評22 ユニコーン&奥田民生の摩訶不思議』において音楽解説者の榊ひろとは、3か月連続リリースの第3弾となった次作『ハヴァナイスデー』と比較した上で、TM NETWORKのパロディである「PTA〜光のネットワーク〜」や堀内によるエスノである「初恋」、手島によるワルツである「12才」、奥田によるボサノヴァである「ボサノバ父さん」、阿部によるジャズである「ママと寝る人」および和風の「俺の走り」とそれぞれの楽曲に触れた上で「各メンバーの趣味性が前面に出た“変な曲”のオンパレードである」として否定的に評価した。文芸雑誌『別冊カドカワ 総力特集ユニコーン 2009』において音楽評論家の平山雄一は、3か月連続アルバムリリースに関して暴挙であると述べながらも、「あふれ出すメンバーの創作意欲を無制限に解放した結果とも言えるだろう」とも述べており、「PTA〜光のネットワーク〜」に関して元ネタとなったTM NETWORKの特徴でもあるシンセベースが効果的に使用されていることやディスコと体育教師を取り合わせた歌詞も秀逸であると肯定的に評価、音楽性に関しては「意外なユニコーンに出会えるマニアックな一枚」であると総括したほか、絵本付きの装丁でリリースされたことに関しては「こんな仕様の前例はない」と述べた上で「何から何まで規格外の奇怪なアルバムだ」と総括している。

## 収録曲
- CDブックレットに記載されたクレジットを参照[27]。

| #         | タイトル                    | 作詞               | 作曲                         | 編曲       | ボーカル           | 時間  |
| --------- | --------------------------- | ------------------ | ---------------------------- | ---------- | ------------------ | ----- |
| 1.        | 「初恋」                    | 堀内一史           | 堀内一史                     | UNICORN    | 堀内一史           | 7:06  |
| 2.        | 「ママと寝る人」            | 阿部義晴           | 阿部義晴                     | 長谷川智樹 | 阿部義晴           | 3:00  |
| 3.        | 「12才」                    | 手島いさむ         | 手島いさむ                   | 矢野誠     | 奥田民生           | 4:26  |
| 4.        | 「ボサノバ父さん」          | 奥田民生           | 奥田民生                     | UNICORN    | 奥田民生           | 3:25  |
| 5.        | 「PTA〜光のネットワーク〜」 | 奥田民生、阿部義晴 | 奥田民生、阿部義晴、小西康陽 | 小西康陽   | 奥田民生、阿部義晴 | 5:44  |
| 6.        | 「俺の走り」                | 阿部義晴           | 阿部義晴                     | 仙波清彦   | 阿部義晴           | 4:23  |
| 合計時間: | 合計時間:                   | 合計時間:          | 合計時間:                    | 合計時間:  | 合計時間:          | 28:04 |

## スタッフ・クレジット
- CDブックレットに記載されたクレジットを参照[28]。

### 参加ミュージシャン
1. 「初恋」
  - 坂元俊介 – コンピューター
  - 加瀬達 – コントラバス
  - 奥田民生、阿部義晴、マイケル鼻血 – パーカッション
  - 笹路正徳とユニコーン – コーラス
  - 堀内一史 – 歌
2. 「ママと寝る人」
  - 数原晋オールスターズ – 演奏
  - 手島いさむ – ギター
  - 阿部義晴 – 北欧風ギターソロ、歌
  - マイケル鼻血 – 熱血ボンゴ
3. 「12才」
  - 矢野誠と大正エロチカ – 演奏
  - 手島いさむ – ギターソロ
  - 奥田民生 – 歌
4. 「ボサノバ父さん」
  - 坂元俊介 – コンピューター
  - 奥田民生 – ギター、ベース、歌
  - 阿部義晴 – ピアニカ、カシオトーン
  - マイケル鼻血 – パーカッション
5. 「PTA ～光のネットワーク～」
  - 坂元俊介 – コンピューター
  - 手島いさむ – ギター
  - 堀内一史 – チョッパー
  - 奥田民生、阿部義晴 – 歌
6. 「俺の走り」
  - 仙波清彦とはにわ隊（仙波清彦、平ヶ倉よしえ、佐藤一憲、田中顕、梶原茂美、れいち） – 変な楽器全部
  - 西川幸一 – はにわ隊と化す
  - 小川美潮 – コーラス
  - 阿部義晴 – 歌

### その他スタッフ
- 稲垣博司 – 超プロデューサー
- カトテっちゃん（加藤哲夫）&ヘーちゃん（平郡泰典） – 大プロデューサー
- ワカマッちゃん（若松宗雄） – 社長
- ユニコーン – プロデューサー
- 原田公一 – 大マネージャー
- 鈴木ギンジロー – 中マネージャー
- 大塩泰之、中田研一 – プロモーター

### 録音スタッフ
- マイケル鼻血 – ディレクター
- 森岡徹也 – レコーディング・エンジニア
- 水谷勇紀、中山伸彦 – アシスタント・エンジニア
- ジョー・ブレイニー – ミキシング・エンジニア
- グレッグ“特上”カルビ（英語版）（スターリング・スタジオ） – マスタリング・エンジニア
- ジャック松村 – 大コーディネーター
- よしいふみこ – 美人コーディネーター
- アンジェラ・ロマノ（CBSコロンビア） – 大いに感謝

### 美術スタッフ
- 野村みち – 絵
- 野本卓司 (dē-gē) – アート・ディレクター
- 山元哲治、金井正枝 (GEN-CREATIVE HOUSE CO.,LTD.) – 野村みちマネージメント
- CS・アーティスツ – キャラクター提供
- 須藤由美子 – 制作進行
- 達郎さん、かねゴン、ムラマッちゃん – 協力
- 凸版印刷 – 印刷

## チャート、認定
| チャート         | 最高順位 | 登場週数 | 売上数   | 備考                             | 出典  |
| ---------------- | -------- | -------- | -------- | -------------------------------- | ----- |
| 日本（オリコン） | 2位      | 7回      | 22.5万枚 |                                  | [ 2 ] |
| 日本（オリコン） | 91位     | 1回      | 0.4万枚  | おどる亀ヤプシ＋ハヴァナイスデー | [ 2 ] |

| 国/地域 | 認定組織         | 日付       | 認定     | 売上数   | 出典  |
| ------- | ---------------- | ---------- | -------- | -------- | ----- |
| 日本    | 日本レコード協会 | 1990年12月 | ゴールド | 200,000+ | [ 3 ] |

## リリース日一覧
| No. | リリース日     | レーベル                       | 規格         | カタログ番号 | 備考 | 出典                |
| --- | -------------- | ------------------------------ | ------------ | ------------ | --- | ------------------- |
| 1   | 1990年11月1日  | CBS・ソニー                    | CD           | CSCL-1546    | 完全限定生産盤、「飛び出す絵本」仕様                                                                         | [ 2 ] [ 8 ] [ 22 ]  |
| 2   | 1995年12月13日 | ソニー・ミュージックレコーズ   | CD           | SRCL-3415    | ユニコーンの逆転満塁ホームランプライスシリーズ（廉価版）、『おどる亀ヤプシ＋ハヴァナイスデー』としてリリース | [ 2 ] [ 25 ] [ 29 ] |
| 3   | 2007年12月19日 | エスエムイーレコーズ           | CD           | SECL-605     | 紙ジャケット仕様                                                                                             | [ 30 ] [ 31 ]       |
| 4   | 2012年11月7日  | ソニー・ミュージックダイレクト | AAC-LC       | -            | デジタル・ダウンロード                                                                                       | [ 32 ]              |
| 5   | 2012年11月7日  | ソニー・ミュージックダイレクト | ロスレスFLAC | -            | デジタル・ダウンロード                                                                                       | [ 33 ]              |
| 6   | 2012年11月7日  | ソニー・ミュージックダイレクト | AAC-LC       | -            | デジタル・ダウンロード、『おどる亀ヤプシ＋ハヴァナイスデー』としてリリース                                   | [ 34 ]              |
| 7   | 2012年11月7日  | ソニー・ミュージックダイレクト | ロスレスFLAC | -            | デジタル・ダウンロード、『おどる亀ヤプシ＋ハヴァナイスデー』としてリリース                                   | [ 35 ]              |
| 8   | 2012年12月5日  | エスエムイーレコーズ           | CD           | SECL-1235    | CD-BOX『UNICORN SME ERA - remasterd BOX』収録、紙ジャケット仕様、デジタルリマスター版                        | [ 36 ] [ 37 ]       |
| 9   | 2017年12月6日  | キューンミュージック           | CD           | KSCL-2985    | 完全生産限定CD-BOX『UC30 若返る勤労』収録、ABEDONがリマスタリングを担当                                      | [ 38 ] [ 39 ]       |
| 10  | 2017年12月6日  | ソニー・ミュージックレーベルズ | AAC-LC       | -            | 『UC30 若返る勤労』収録盤と同内容のデジタル・ダウンロード版                                                  | [ 40 ]              |
| 11  | 2017年12月6日  | ソニー・ミュージックレーベルズ | ロスレスFLAC | -            | 『UC30 若返る勤労』収録盤と同内容のデジタル・ダウンロード版                                                  | [ 41 ]              |